# Massigui
Massigui è un comune rurale del Mali facente parte del circondario di Dioïla, nella regione di Koulikoro.
Il comune è composto da 48 nuclei abitati:
- Baba
- Bamana
- Banandio
- Biba
- Bolé
- Bougoula
- Bourouna
- Conzé
- Dégnékoro
- Diadio
- Dialakoro
- Diokilibougou
- Djongouna
- Doubelacoro
- Falla
- Fantola

- Faraco
- Fissaba
- Gouassa
- Kaba
- Kantéla
- Kantélabougou
- Kénikéla
- Klacouma
- Kléninè
- Konabougou
- Koumambougou
- Lanfiala
- Mansara
- Massigui
- Momina
- N'Djissembougou

- N'Tiobougou
- Niamazana
- Orekélé
- Sanadio
- Sanakoro
- Séguéla
- Séribila
- Sérimambougou
- Siokoro
- Tabacoro
- Téguéré
- Thiontala
- Togo
- Toucoro
- Touna
- Wolocoro